# Park Seung-hi
Park Seung-hi (박승희, ur. 28 marca 1992) – południowokoreańska łyżwiarka szybka, specjalizująca się w short tracku. 
Na Zimowych Igrzyskach Olimpijskich w Vancouver dwukrotnie wywalczyła brąz: na dystansie 1500 m i 1000 m.. Podczas igrzysk w Soczi wywalczyła złoty medal w sztafecie.